# شوالیه‌های سنت توماس
شوالیه‌های سنت توماس (انگلیسی: Knights of Saint Thomas) یا مهمان‌نوازان سنت توماس کانتربری در عکا، فرقه‌ای نظامی است که در طول جنگ‌های صلیبی زیر نظر کلیسای کاتولیک انگلستان تشکیل شد. این فرقه در سال ۱۱۹۱ میلادی در عکا بعد از فتح شهر توسط ریچارد یکم و فیلیپ دوم ایجاد شد.